# Jean Khamsé Vithavong
Jean Khamsé Vithavong OMI (ur. 18 października 1942 w Keng Sadoc, zm. 8 grudnia 2024 w Wientianie) – laotański duchowny katolicki. Wikariusz apostolski Wientian w latach 1984–2017.

## Życiorys
Święcenia kapłańskie otrzymał 26 stycznia 1975 w zgromadzeniu Oblatów Maryi Niepokalanej.
19 listopada 1982 został mianowany koadiutorem wikariusza apostolskiego Wientian ze stolicą tytularną Moglaena. Sakry biskupiej udzielił mu 16 stycznia 1983 biskup Thomas Nantha. W dniu 7 kwietnia 1984 roku został wikariuszem apostolskim Wientian.
2 lutego 2017 przeszedł na emeryturę. Zmarł 8 grudnia 2024.